# Somoza (La Estrada)
Somoza es una parroquia del sur del ayuntamiento español de La Estrada, en la provincia de Pontevedra, ubicada en la comunidad autónoma de Galicia. Pertenece a la comarca de Tabeirós - Tierra de Montes. 

## Etimología
La hipótesis más común para el origen de este topónimo es derivarlo del latín Sub Montia 'lugar situado al pie del monte'.
Por otro lado, Joseph M. Piel lo interpretó como derivado de la palabra "soma" (del latín summa 'la más alta', junto con el sufijo -oza, el mismo de palloza).

## Límites
Limita con las parroquias de Ouzande, Guimarey, Tabeirós, Nigoy y Arca.

## Demografía
En 1842 tenía una población de hecho de 260 personas. En los veinte años que van de 1986 a 2006 la población pasó de 597 a 462 personas, lo cual significó una pérdida del 19,86%.
Según el IGE en 2011 tenía 222 habitantes (117 mujeres y 105 hombres), distribuidos en 9 entidades, lo que supone una disminución respecto de 1999 cuando tenía 243 habitantes.

## Lugares de Somoza
Albriñas, Bargo, A Carballeira, Castro Ramiro, Chan da Aldea, Cernadela, A Somoza, Os Sureiros, Vila de Abaixo.